# Hypsaeus
Hypsaeus is een geslacht van rechtvleugeligen uit de familie doornsprinkhanen (Tetrigidae). De wetenschappelijke naam van dit geslacht is voor het eerst geldig gepubliceerd in 1887 door Bolívar.

## Soorten
Het geslacht Hypsaeus  is monotypisch en omvat slechts de volgende soort:
- Hypsaeus westwoodi (Bolívar, 1887)